# 半田利弘
半田 利弘（はんだ としひろ、1959年1月13日 - ）は、日本の天文学者。専門は、電波天文学。

## 人物紹介
東京都大田区羽田出身。小学生の時にアポロ11号が月に着陸したのを見たのがきっかけで天文学を志した。大学院では祖父江義明に師事し、野辺山宇宙電波観測所に住み込む形で研究生活を開始した。2010年12月より鹿児島大学理学部物理科学科・大学院理工学研究科教授。
科学技術館で1996年4月に始まった科学者によるライブショー「ユニバース」の案内役を務めている。

## 略歴
- 1974年：神奈川県立湘南高等学校入学[2]。
- 1978年：神奈川県立湘南高等学校卒業[2]、早稲田大学理工学部物理学科入学[2]。
- 1982年：早稲田大学卒業[2]、東京大学大学院理学系研究科天文学専攻入学[2]。
- 1987年：東京大学大学院理学研究科天文学専攻博士課程修了[2]、学位（理学博士）取得[2]、学位論文の題は　「A radio continuum survey of the galactic plane at 10 GHz(10 GHz連続波による銀河面サーベイ観測)」。[5] 東京大学付置東京天文台野辺山宇宙電波観測所教務補佐員[2]。
- 1988年：日本学術振興会特別研究員を経て東京大学理学部天文学科附属天文学教育研究センター（現・東京大学大学院理学系研究科附属天文学教育研究センター）の助手となる[2]。
- 2010年：鹿児島大学理学部物理科学科・大学院理工学研究科教授に就任[2]。

## 著書

### 単著
- はじめての天文学（誠文堂新光社）2000年
- ミステリアスな宇宙（誠文堂新光社）2006年
- よくわかる宇宙の基本と仕組み（秀和システム）2008年
- 脳がワクワクする理系ドリル（青春出版）2009年
- 物理で広がる鉄道の魅力（丸善）2010年
- 基礎からわかる天文学（誠文堂新光社）2011年
- 宇宙戦艦ヤマト2199でわかる天文学（誠文堂新光社）2014年

### 共著
- 理科年表ジュニア（丸善）2002年、2003年
- ブルーバックス太陽系シミュレータ（講談社）2003年
- 理科年表QandA（丸善）2003年
- 世界星座早見（三省堂）2003年
- 図鑑Neo宇宙（小学館）2004年
- 光る星座早見（三省堂）2004年
- 左右／みぎひだり（學燈社）2006年
- 銀河II－銀河系 現代の天文学第5巻（日本評論社）2007年
- 理科年表（丸善）
- 三省堂物理小事典（三省堂）2009年

### 監修書
- 宇宙の謎に迫る（日本科学技術振興財団）
- 宇宙スペクトル博物館電波編 宇宙が奏でるハーモニー（裳華房）
- 太陽系大紀行（講談社）
- 世界星座早見（三省堂）
- 科学フロンティアvol2.～太陽系探査編～（日本科学技術振興財団）

### 雑誌連載
- なつかしのヒーローロボット列伝（プラントエンジニア）1997年4月 - 1999年3月
- SFの舞台裏（プラントエンジニア）1999年4月 - 2000年3月
- 2001年宇宙の旅のしおり（TPMエイジ）2000年4月 - 2001年3月
- 天文学コンサイス（月刊天文ガイド）連載中
- 物理で深まる鉄道趣味（月刊パリティ）連載中

## その他の活動

### 科学考証
- 宇宙戦艦ヤマト2199（宇宙戦艦ヤマト2199製作委員会）2012年